# Икономика на Турция
Турската икономика е смесена пазарна икономика с водещо значение на услугите, следвани от промишлеността и селското стопанство. Тя е 11-а най-голяма по БВП по ППП, както и 17-а по номинален БВП.
Според класификацията на ЦРУ Турция е развита страна, а според МВФ икономиката ѝ е определена като възникващ пазар (emerging market). Икономистите и политическите изследователи я поставят в групата на новоиндустриализираните страни.

## Сектори на икономиката
Секторът на услугите заема 63,4%, промишлеността – 27,1%, а селското стопанство – 8,6%.